# آدام سواندی
آدام سواندی (انگلیسی: Adam Swandi؛ زادهٔ ۱۲ ژانویهٔ ۱۹۹۶) بازیکن فوتبال اهل سنگاپور است که در پست هافبک یا وینگر برای باشگاه لیون سیتی سیلورز در لیگ برتر سنگاپور بازی می‌کند.
وی همچنین در تیم‌های ملی فوتبال زیر ۱۴ سال سنگاپور، زیر ۱۵ سال سنگاپور, زیر ۱۶ سال سنگاپور، زیر ۲۳ سال سنگاپور، و سنگاپور بازی کرده است.